# Cycloptiloides australis
Cycloptiloides australis är en insektsart som beskrevs av Lucien Chopard 1961. Cycloptiloides australis ingår i släktet Cycloptiloides och familjen Mogoplistidae. Inga underarter finns listade i Catalogue of Life.